# 54e corps d'armée (Allemagne)
Le 54e corps d'armée (en allemand : LIV. Armeekorps) était un corps d'armée de l'armée de terre allemande, la Heer, au sein de la Wehrmacht pendant la Seconde Guerre mondiale.

## Hiérarchie des unités
| Nom          | Nbre d'hommes       | Unités subalternes                | Grade de commandement                 |
| ------------ | ------------------- | --------------------------------- | ------------------------------------- |
| Heeresgruppe | + 300 000           | 2 à + Armeen (Armées)             | Generaloberst ou Generalfeldmarschall |
| Armee        | + 100 000 - 300 000 | 2 à + Armeekorps (Corps d'armées) | General ou Generaloberst              |
| Armeekorps   | + 30 000 - 80 000   | 2 à + Divisionen (Division)       | Generalleutnant ou General            |
| Division     | + 10 000 – 20 000   | 2 à 6 Brigaden (Brigade)          | Generalmajor ou Generalleutnant       |
| Brigade      | + 3 000 – 5 000     | jusqu'à 3 Regimentern (Régiment)  | Oberst ou Generalmajor                |

## Historique
Le LIV. Armeekorps a été créé le 1er juin 1941 à partir de la Deutschen Militärmission in Rumänien (mission militaire allemande en Roumanie).

En janvier 1943 et pendant toute l'année 1943, son état-major prend le nom de Gruppe General Hilpert ou Gruppe Hilpert.
Le 2 février 1944, l'état-major est renommé Armee-Abteilung Narwa.

## Organisation

### Commandants successifs
| Date                            | Grade                  | Commandant        |
| ------------------------------- | ---------------------- | ----------------- |
| 1er juin 1941 - 19 janvier 1943 | General der Kavallerie | Erik-Oskar Hansen |
| 20 janvier 1943 - 1er août 1943 | Generaloberst          | Carl Hilpert      |
| 1er août 1943 - 2 février 1944  | General der Infanterie | Otto Sponheimer   |

### Chef des Generalstabes
| Date                              | Grade       | Commandant     |
| --------------------------------- | ----------- | -------------- |
| 1er juin 1941 - 23 novembre 1942  | Oberst i.G. | Hans Speth     |
| 24 novembre 1942 - 2 février 1944 | Oberst i.G. | Kurt von Einem |

### 1. Generalstabsoffizier (Ia)
| Date                         | Grade          | Commandant                                                      |
| ---------------------------- | -------------- | --------------------------------------------------------------- |
| 1er juin 1941- Août 1941     | Major i.G.     | Ludwig Zoeller                                                  |
| Août 1941 - Février 1943     | Hauptmann i.G. | Ludwig Graf von Ingelheim genannt Echter von und zu Mespelbrunn |
| Février 1943 - Août 1943     | Major i.G.     | Gottfried Herzog                                                |
| Août 1943 - Octobre 1943     | Major i.G.     | Herbert Schneller                                               |
| Octobre 1943 - Décembre 1943 | Major i.G.     | Gerhard Oetken                                                  |
| 10 décembre 1943             | Major i.G.     | Hasso Viebig                                                    |
| Janvier 1944                 | Major i.G.     | Otto Schmalzried                                                |
| Février 1944                 | Major i.G.     | Friedrich-Wilhelm Eichendorff                                   |

## Théâtres d'opérations
- Front de l'Est, secteur Sud : Juin 1941 - Janvier 1944
- Front de l'Est, secteur Nord : Janvier 1944 - Février 19444

## Ordre de batailles

### Rattachement d'Armées
| Date        | Armée     | Groupe d'Armées   |
| ----------- | --------- | ----------------- |
| 1941        |           |                   |
| 6 janvier   | BdE       |                   |
| 1er juin    | 11. Armee | Heeresgruppe Süd  |
| 1942        |           |                   |
| 1er janvier | 11. Armee | Heeresgruppe Süd  |
| 9 juillet   | 11. Armee | Heeresgruppe A    |
| Septembre   | 18. Armee | Heeresgruppe Nord |
| Octobre     | 11. Armee | OKH               |
| Novembre    | 18. Armee | Heeresgruppe Nord |
| 1943        |           |                   |
| 1er janvier | 18. Armee | Heeresgruppe Nord |
| 1944        |           |                   |
| 1er janvier | 18. Armee | Heeresgruppe Nord |

### Unités subordonnées
10 juin 1941
- 170. Infanterie-Division
- 50. Infanterie-Division

3 septembre 1941
- 72. Infanterie-Division
- 73. Infanterie-Division

4 novembre 1941
- 50. Infanterie-Division
- 132. Infanterie-Division

2 janvier 1942
- 72. Infanterie-Division
- 132. Infanterie-Division
- 24. Infanterie-Division
- 50. Infanterie-Division

24 juin 1942
132. Infanterie-Division
- 46. Infanterie-Division
- 24. Infanterie-Division
- 22. Infanterie-Division
- 73. Infanterie-Division
- 50. Infanterie-Division
- 4. rumänische Gebirgs-Division

- 5 novembre 1942
- 250. Infanterie-Division

14 novembre 1942
- 250. Infanterie-Division
- SS-Polizei-Division
- 5. Gebirgs-Division
- 170. Infanterie-Division

22 décembre 1942
- 250. Infanterie-Division
- SS-Polizei-Division
- 5. Gebirgs-Division

24 janvier 1943 (en tant que "Gruppe Hilpert")
- 5. Gebirgs-Division
- 1. Infanterie-Division
- 223. Infanterie-Division
- XXVI. Armeekorps

7 juillet 1943
- 21. Infanterie-Division
- 24. Infanterie-Division
- 254. Infanterie-Division
- SS-Polizei-Division
- 58. Infanterie-Division

8 novembre 1943
- 11. Infanterie-Division
- 24. Infanterie-Division
- SS-Polizei-Division
- 225. Infanterie-Division

3 décembre 1943
- 11. Infanterie-Division
- 24. Infanterie-Division
- 225. Infanterie-Division

## Sources
- LIV. Armeekorps sur Lexikon-der-wehrmacht.de